# Julius Schulz (Maler)
Julius Carl Schulz (* 24. Juni 1805; † 21. April 1874) war ein deutscher Maler und Lithograf.
Er war 1823/24 Schüler an der Berliner Akademie. Er arbeitete anschließend als Maler und Lithograf. Seine Hauptthemen waren Jagdszenen und militärische Sujets. Mit Professor Carl Friedrich Schulz, der ähnliche Themen bevorzugte, war er befreundet. Von 1824 bis 1846 beschickte er die Ausstellungen der Akademie der Künste mit militärischen Darstellungen und Jagdszenen.

Werkbeispiele
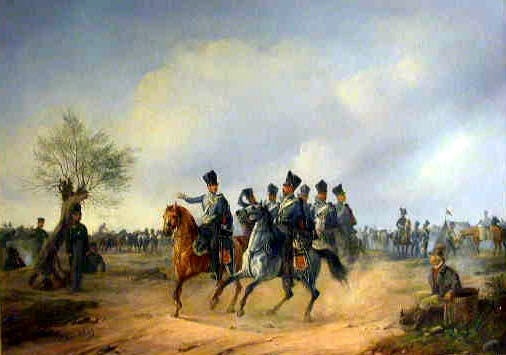
Preußische Husaren im Manöver
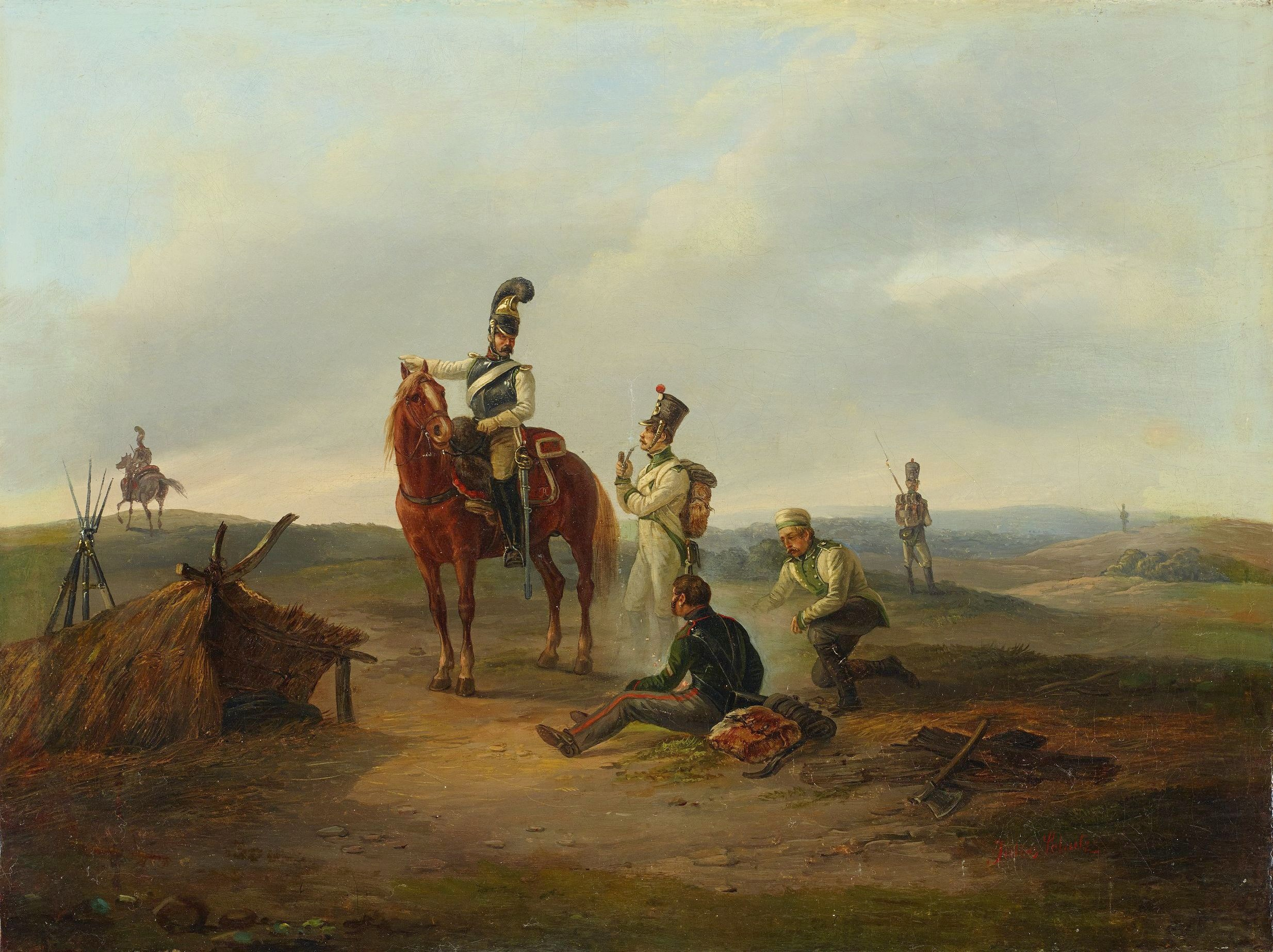
Das Soldatenbiwak
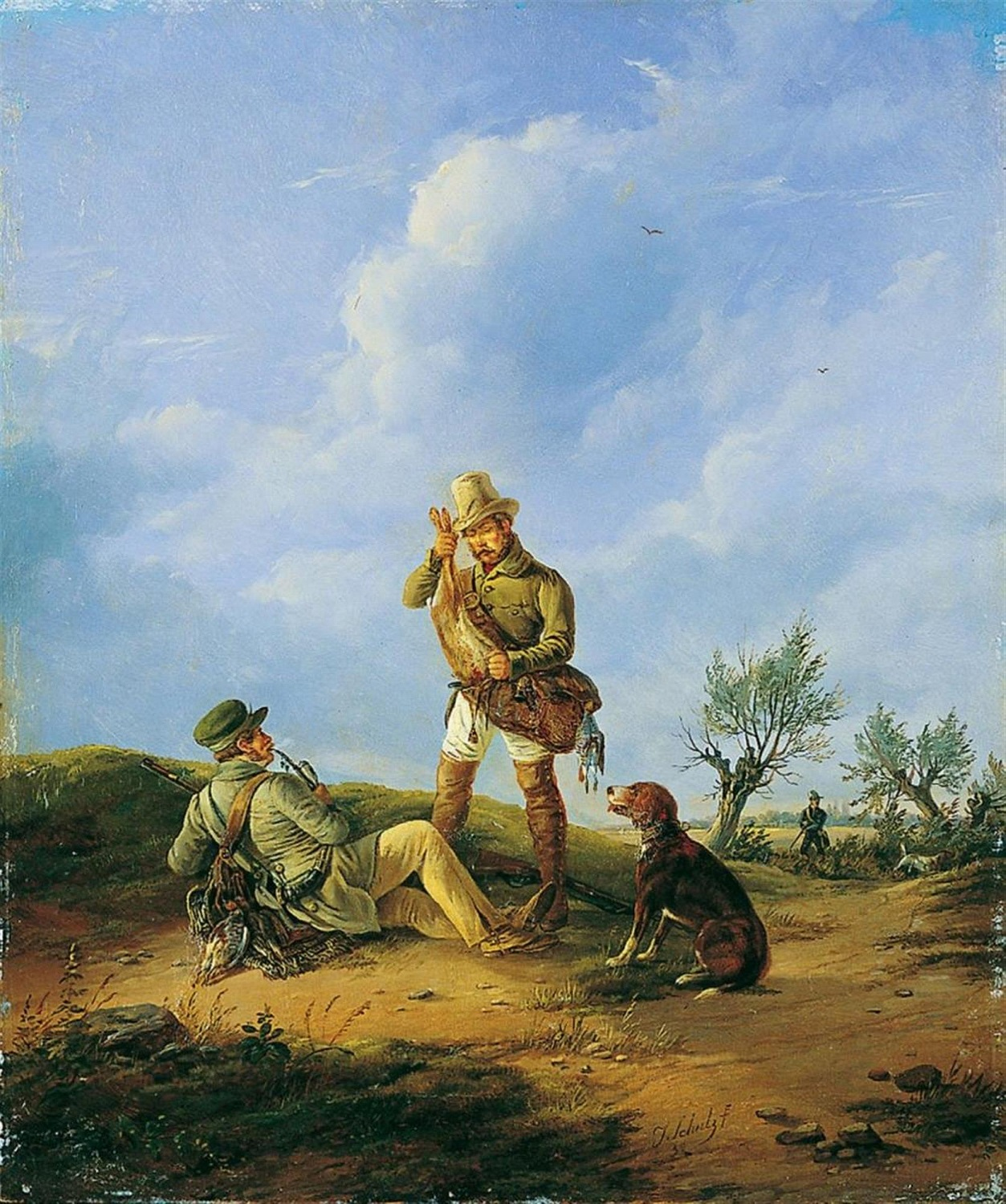
Zwei Jäger mit Hund